# Tillandsia paraisoensis
Tillandsia paraisoensis là một loài thuộc chi Tillandsia. Đây là loài đặc hữu của México.